# The Kills
Pour les articles homonymes, voir Kill.
The Kills est un groupe de rock indépendant américano-britannique, formé par la chanteuse américaine Alison Mosshart et le guitariste anglais Jamie Hince. Après trois premiers albums très bien reçus par la critique, The Kills publient leur quatrième album, Blood Pressures, en avril 2011, et ont entamé une tournée mondiale. Leur cinquième album Ash and Ice est sorti le 3 juin 2016.

## Biographie

### Débuts
En 2000, Alison Mosshart joue dans Discount, un groupe de punk rock originaire de Floride, et Jamie Hince dans le groupe anglais Scarfo. Alison rencontre Jamie durant une tournée européenne avec le groupe Discount, alors que tous deux partagent le même appartement quand Mosshart entendit Hince jouer de la musique. Elle lui fait alors part de son envie d'écrire par elle-même, qu'elle ne veut plus être cantonnée à chanter les textes d'autres personnes, et qu'elle aimerait travailler avec lui. Jamie lui prête alors un enregistreur quatre bandes qu'elle emporte pour le reste de sa tournée. Pendant des mois, tous deux s’envoient des enregistrements à travers l’Atlantique. Cette épreuve permet de tester la patience des deux artistes puisqu'il faut des semaines pour recevoir les enregistrements. Mosshart quitte son groupe et s'installe à Londres.
Cherchant à se couper de leur passé, Mosshart et Hince font de leur nouveau projet l'année zéro de leurs carrières et se surnomment respectivement VV et Hotel. Ils commencent à écrire ensemble des chansons minimalistes, garage rock, avec l’aide d’une boîte à rythmes. En 2001, ils sortent une démo qui est bien reçue. Dans une attitude purement punk, ils repoussent les approches des majors. Enregistrant sous le nom VV and Hotel, ils participent avec leur titre Restaurant Blouse à la compilation If the Twenty-First Century Did Not Exist, It Would Be Necessary to Invent It. Peu après, ils sortent Black Rooster EP sur un label britannique indépendant Domino Records, distribué aux États-Unis par Dim Mak Records. La pochette de cet album a suscité une polémique parce qu'elle était illustrée par la photographie de la meurtrière française Florence Rey, The Kills voyant en elle, une icône de la violence nihiliste. Musicalement, l'album est un mélange entre garage rock et blues. Bien que le groupe cite PJ Harvey, The Velvet Underground et Royal Trux comme influences immédiates, la presse musicale compare The Kills au duo de rock garage The White Stripes.
Les Kills se produisent pour la première fois sur scène le 14 février 2002, date tatouée sur la main gauche d'Alison. Bien que le duo était au départ timide et se craignait mutuellement, Mosshart est persuadée qu’ils sont des âmes sœurs, stupéfiée par ce qu’ils ont en commun. Cette puissante unité est la raison pour laquelle ils jouent seuls tous les instruments et produisent eux-mêmes leurs enregistrements.

### Keep on Your Mean Side
Après une tournée internationale, ils entrent dans les studios Toe Rag où les White Stripes avaient enregistré leur album Elephant, pour enregistrer leur premier LP Keep on Your Mean Side, la plupart du temps sur un 8 pistes et en seulement deux semaines. Distribué aux États-Unis par Rough Trade, Keep on Your Mean Side évoque des sonorités à la Velvet Underground avec Wait, un son blues garage punk avec Fuck the People ou encore un psychédélisme sombre sur la chanson Kissy Kissy. L'album est bien reçu par la presse musicale, la chanson Monkey 23 figure dans la bande originale du film de Jacques Audiard, De battre mon cœur s'est arrêté. La chanson Fuck the People apparaît également dans un épisode de la série britannique Skins.
Conservant leur attitude anti-carrière et anti-industrie du disque, le groupe accorde rarement d'interviews. Ils obligent plutôt la presse à venir à leurs concerts, à la fois minimalistes et puissants. Lors d’un concert à New York, malgré une interdiction de fumer sur scène, Mosshart allume une cigarette et fume jusqu’à la dernière note du spectacle.

### No Wow

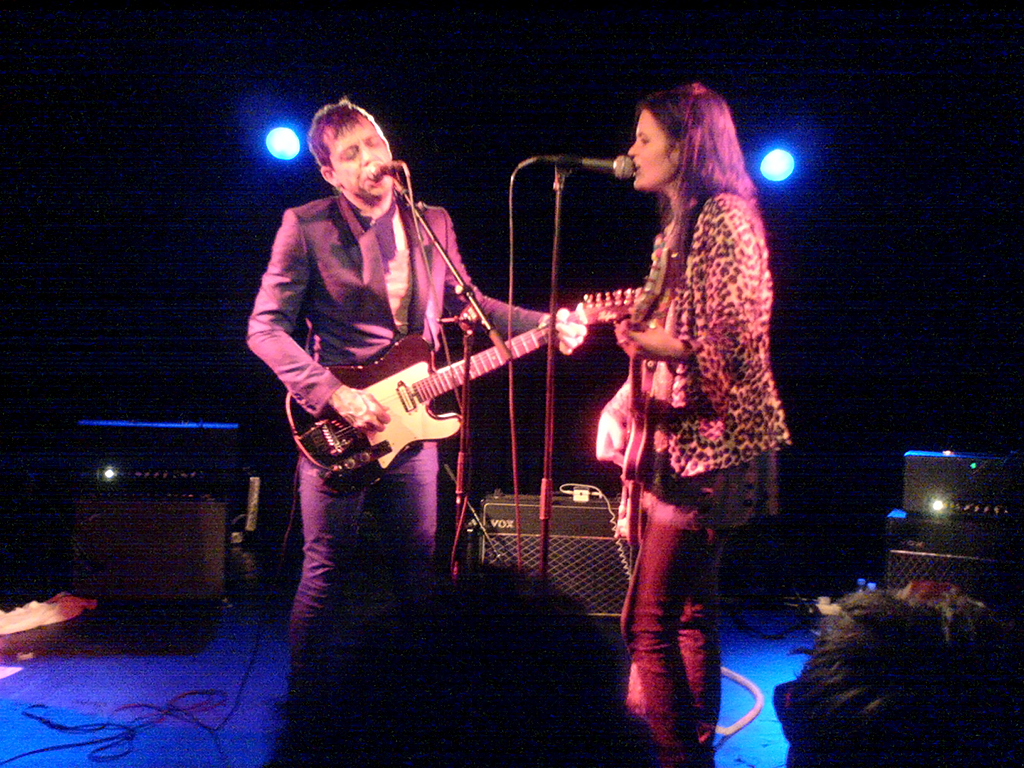
The Kills en concert à Copenhague en mars 2008

Leur deuxième album No Wow sort sur Domino records le 21 février 2005. Il embrasse les influences new wave et post-punk et sonne encore plus dépouillé que Keep on Your Mean Side. Un DVD documentaire de 40 minutes est inclus sur un nombre limité de copies, comprenant interviews et extraits de concerts de la tournée. Le premier single The Good Ones sort le 7 février 2005 et atteint la 23e place des charts britanniques.

### Midnight Boom
À la fin 2007, le groupe entre en studio et enregistre son troisième album Midnight Boom, qui sort le 10 mars 2008.
U.R.A. Fever, le premier single issu de cet album sort le 3 janvier ; il sera plus tard utilisé dans la bande son de la série télévisée Gossip Girl (saison 2 - épisodes 16 et 22) ainsi que les titres Hook and Line (saison 2 - épisode 17), et Sour Cherry (saison 2 - épisode 14). U.R.A. Fever apparaît également sur la bande originale des films The Losers et Welcome to the Rileys.
Cheap and Cheerful, le deuxième single, est utilisé dans une publicité pour le parfum Fan di Fendi de Fendi, ainsi que dans un épisode de Dr House.
Black Balloon, le troisième single de l'album, fera l'objet d'un maxi comportant la reprise Forty Four de Howlin' Wolf.

### Blood Pressures
Le quatrième album de The Kills, Blood Pressures, annoncé par le single Satellite, sort le 4 avril 2011.
La chanson Future Starts Slow est utilisée dans une publicité pour la marque Nike à l'occasion des 25 ans du slogan Just do it, dans un épisode de Person of Interest, et plus tard en 2016 dans une publicité pour la marque Mango dans laquelle apparaît Jamie Hince.
En septembre, le duo publie un album photo Dream and Drive, créé avec le photographe Kenneth Capello,. La sortie se fait en parallèle à une exhibition à la Milk Gallery de Londres.

### Ash and Ice

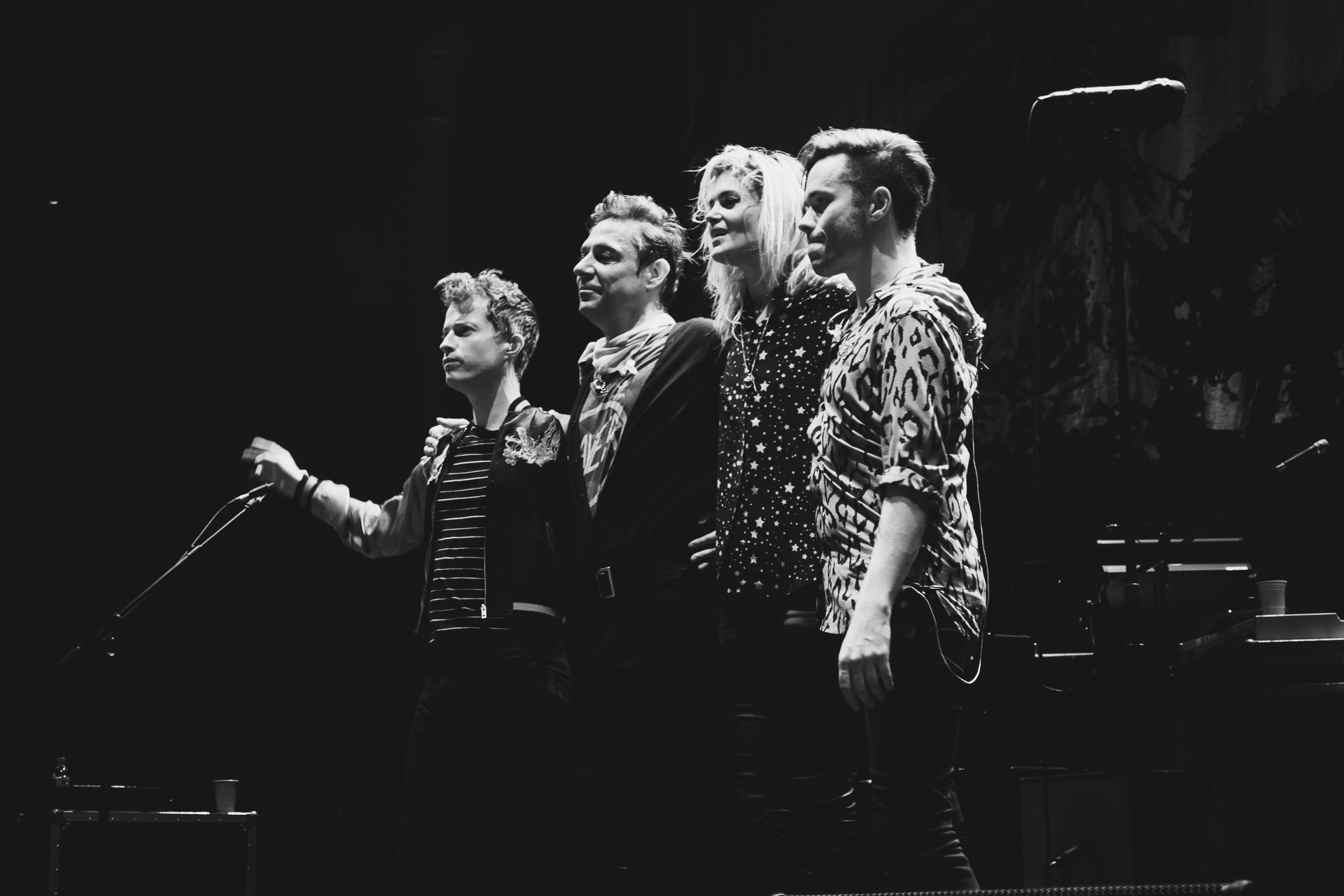
The Kills at the Roundhouse, en octobre 2016.

The Kills effectuent une tournée américaine avec Queens of the Stone Age en décembre 2013. La même année, Hince souffre d'une blessure à la main gauche, restée coincée dans la portière d'une voiture. Il perd l'usage de son majeur. Cet événement entraînera pour le groupe un changement de style et d'instruments.
The Kills participent au Coachella en 2016.
Le 1er mars 2016, le groupe annonce via leur page Facebook la sortie de leur cinquième album intitulé Ash and Ice, ce dernier étant prévu pour le 3 juin 2016. Le post est accompagné du titre Doing It to Death, premier single de l'album. Afin de participer au projet Under the Gun mis en œuvre par Mosshart et Hince, 15 fans acceptent de se faire tatouer 15 symboles correspondant aux 13 chansons de l'album Ash and Ice. Le duo embarque pour une longue tournée mondiale mais est forcé d'annuler ses dates européennes, Mosshart souffrant d'une pneumonie.

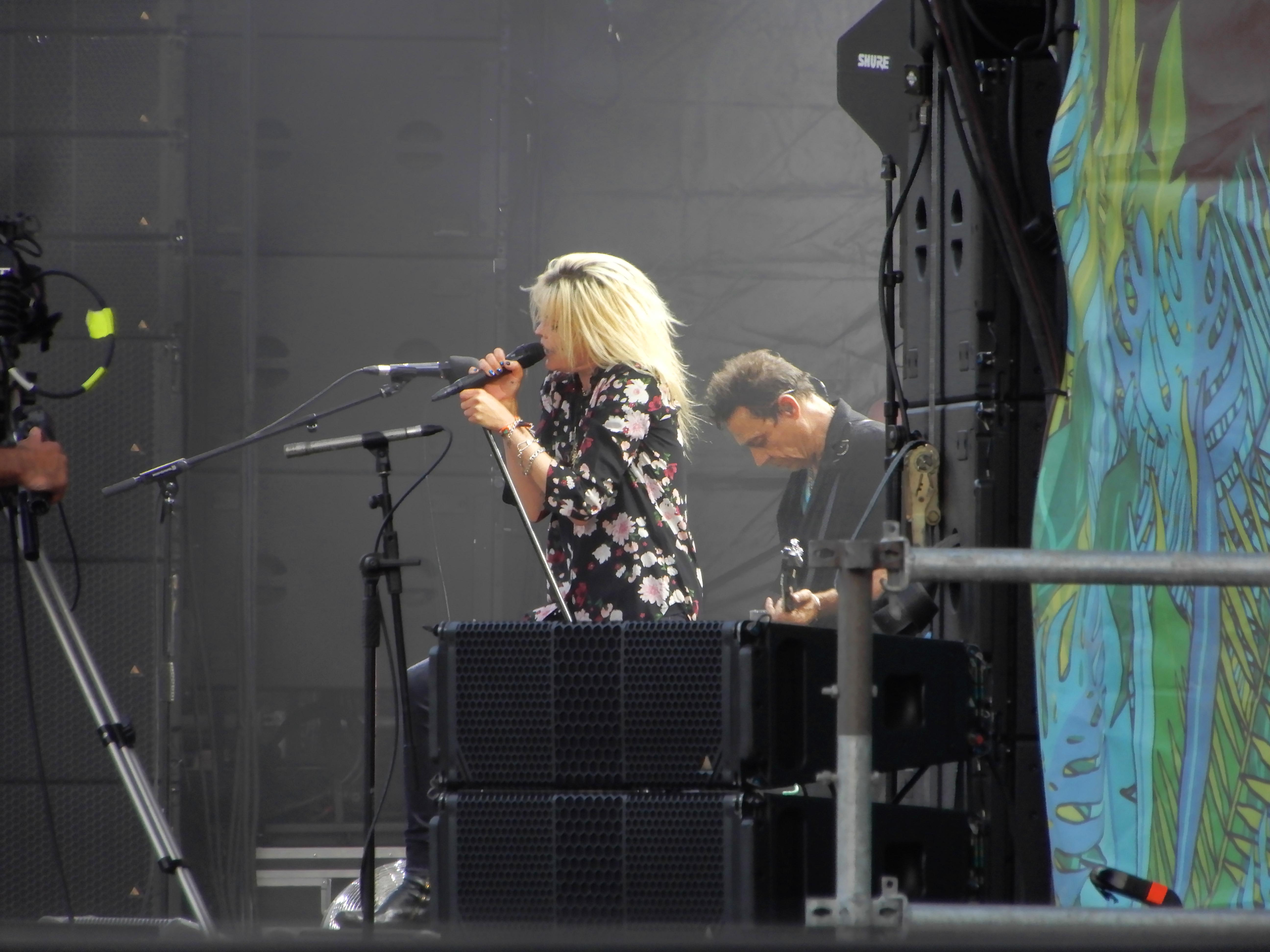
The Kills à La Nuit de l'Erdre le 3 juillet 2025

## Participations

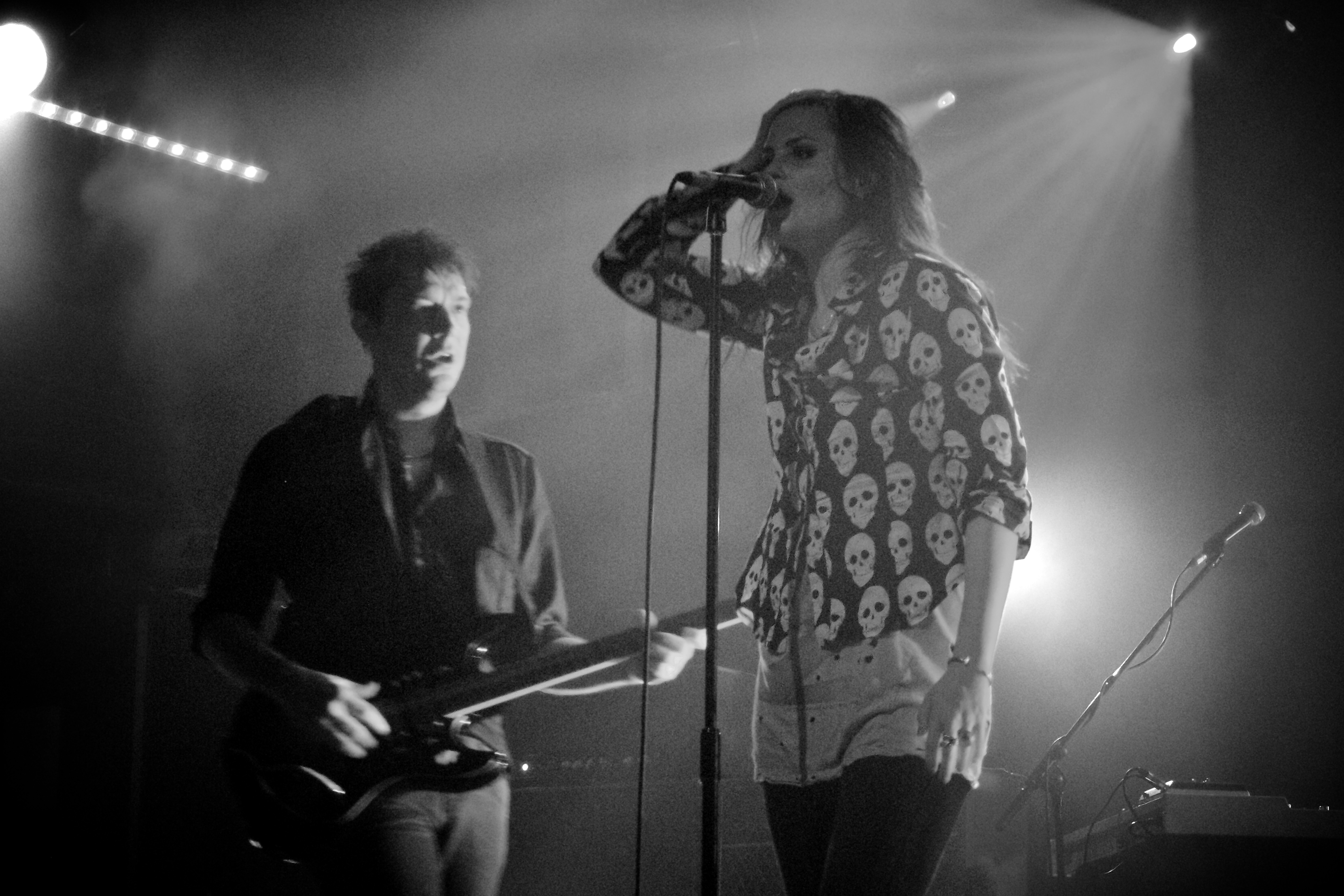
The Kills en mars 2011.

En 2006, ils enregistrent la chanson I Call It Art en hommage à Serge Gainsbourg, pour l'album Monsieur Gainsbourg revisited. La notoriété de The Kills allant croissante, notamment dans le milieu artistique, ces derniers multiplient les collaborations dans tous les domaines en 2009 et 2010. Si Alison Mosshart s'engage dans un second groupe, The Dead Weather avec Jack White, Jamie Hince s'essaie à la mise en scène en étant codirecteur d'un court métrage intitulé Journey pour le designer James Small. Par ailleurs, The Kills sont photographiés pour la marque française de prêt-à-porter Zadig et Voltaire.
En 2012, The Kills participent à la première partie du concert événement de Metallica au Stade de France pour le 20e anniversaire du Black Album. Ils sont hués durant leur prestation. Celle-ci s'achève avec la chanson Fuck the People et sur un doigt d'honneur de la chanteuse à l'attention du public.
Mosshart et Hince enregistrent un certain nombre de reprises : Crazy de Patsy Cline, I Put a Spell on You de Screamin' Jay Hawkins, Pale Blue Eyes, I'm Set Free et Venus In Furs du groupe Velvet Underground ou encore Willow Weep for Me de Frank Sinatra pour l'album His Way, Our Way vendu sur iTunes. Ils reprennent également les chansons Dreams de Fleetwood Mac, One Silver Dollar de Marilyn Monroe, Desperado de Rihanna,  List of Demands (Reparations) de Saul Williams et Steppin' Razor de Peter Tosh .

## Discographie

### Albums studio
- 2002 : Black Rooster EP (Domino Records)
- 2003 : Keep on Your Mean Side (Domino Records)
- 2005 : No Wow (Domino Records)
- 2008 : Midnight Boom (Domino Records)
- 2009 : Black Balloon EP (Domino Records)
- 2011 : Blood Pressures (Domino Records)
- 2016 : Ash and Ice (Domino Records)
- 2023 : God Games (Domino Records)

### Compilations & Live
- 2020 : Little Bastards (Domino Records) (Compilation de Face B & Raretés de 2002 à 2009)